# Beckerina pilipleura
Beckerina pilipleura är en tvåvingeart som beskrevs av Borgmeier 1971. Beckerina pilipleura ingår i släktet Beckerina och familjen puckelflugor. Inga underarter finns listade i Catalogue of Life.